# Serra dels Rasos
La Serra dels Rasos és una serra situada al municipi del Soleràs a la comarca de les Garrigues, amb una elevació màxima de 482 metres.